# Olof Carlsson (politiker)
Olof Carlsson, född 6 augusti 1872 i Köla församling, Värmland, död 4 februari 1956 i Stockholm, var en svensk ombudsman och politiker (socialdemokrat).
Olof Carlsson var ledamot av riksdagens andra kammare 1925–1928, invald i Stockholms stads valkrets. Han invaldes senare till första kammaren, där han var ledamot 1922–1924 (Blekinge läns och Kristianstads läns valkrets) och från 1930 (Stockholms stads valkrets).